# Deuteronomos fuscantaria
Deuteronomos fuscantaria là một loài bướm đêm trong họ Geometridae.